# Bletiinae
Bletiinae es una subtribu de la subfamilia Epidendroideae, familia de las orquídeas.

## Descripción
Se trata de grandes orquídeas de crecimiento cespitoso y rizomas carnosos y gruesos, con pseudobulbos  tuberiformes rizados y hojas lanceoladas, a menudo semi o totalmente enterrado. La inflorescencia está en posición vertical, con flores grandes y vistosas. La columna con polinario sin caudículo, retináculos pequeños o rudimentarios y ocho polinias. Tiene asignados tres géneros.

## Géneros
- Basiphyllaea Schlechter
- Bletia Ruiz y Pav.
- Hexalectris Rafinesque